# دانالو
دانالو یکی از روستاهای استان آذربایجان شرقی است که در دهستان دیزجرود غربی بخش مرکزی شهرستان عجب‌شیر واقع شده‌است.شهرت این روستا بیشتر به خاطر وجود بندر تجاری مشهور دانالو بوده که میتوان آن را به عنوان یکی از مسیرهای اصلی ارتباطی با شهر ارومیه دانست.جاده سنگ فرش معروف این بندر که بدست روسها ساخته شده بود حتی سالها بعد از تعطیلی و از کار افتادن بندر سالم و قابل استفاده بود که در حال حاضر با تکیه بر همان زیر سازی آسفالت گردیده است.سواحل اطراف بندر دانالو مکانهایی مناسب برای آب‌تنی در فصل تابستان بوده است.همچنین طبیعت سرسبز و چمنزارهای معروف آن در زمان‌های قدیم شهره خاص و عام بود.جنگل معروف گز (یورقونلوخ) که در انتهای مسیر رودخانه قلعه‌چای(قالاچایی) به عنوان یکی از مکانهای حفاظت شده اطراف دریاچه ارومیه است که حد فاصل و مرز طبیعی بین شیشوان و دانالو محسوب میشود.

## جمعیت
جمعیت روستای دانالو بر پایهٔ نتایج سرشماری عمومی نفوس و مسکن سال ۱۳۸۵ خورشیدی، برابر با ۵۲۱ نفر بوده‌است.